# Aris Bonnevoie
Aris Bonnevoie – luksemburski klub piłkarski z siedzibą w mieście Luksemburg, działający w latach 1922–2001.

## Osiągnięcia
- Mistrz Luksemburga (3): 1963/64, 1965/66, 1971/72
- Wicemistrz Luksemburga: 1970/71
- Puchar Luksemburga: 1966/67
- Finał Pucharu Luksemburga (5): 1963/64, 1967/68, 1971/72, 1975/76, 1978/79

## Historia
Klub został założony w 1922 roku. Najlepszy okres Aris przeżywał w latach 60. i 70., kiedy to sięgał po najwyższe krajowe trofea i reprezentował Luksemburg w europejskich pucharach. W 42 sezonach w I lidze Aris zebrał 1130 punktów, co daje mu 10. miejsce w historii ligi luksemburskiej.
Aris najbardziej jest znany ze swych występów w europejskich pucharach, będąc jednym z nielicznych klubów z Luksemburga, które zdołały awansować do następnej rundy. Klub szczyci się także tym, że zdobył bramkę w meczu z Barceloną na stadionie Camp Nou.
Aris zakończył swoje istnienie w 2001 roku, gdy połączył się z klubem CS Hollerich tworząc klub CS Alliance 01. W 2005 roku Alliance 01 połączył się z innymi klubami z miasta Luksemburga – Sporą Luksemburg i Unionem Luksemburg tworząc klub Racing FC Union Luxembourg.

## Europejskie puchary
Legenda do wszystkich tabel:
- Q – runda eliminacyjna, 1/16, 1/8, 1/4, 1/2 – odpowiednia faza rozgrywek, Grupa – runda grupowa, 1r gr – pierwsza runda grupowa, 2r gr – druga runda grupowa, F – finał, R – runda, PO – play-off
- k. – rzuty karne, los. – losowanie, Dogr. – dogrywka, w. – zasada bramek strzelonych na wyjeździe

| Sezon   | Rozgrywki                 | Runda | Przeciwnik      | Dom | Wyjazd | Ogólnie |
| ------- | ------------------------- | ----- | --------------- | --- | ------ | ------- |
| 1962/63 | Puchar Miast Targowych    | 1R    | UC Sampdoria    | 0–2 | 0–1    | 0–3     |
| 1963/64 | Puchar Miast Targowych    | 1R    | RFC Liège       | 0–2 | 0–0    | 0–2     |
| 1964/65 | Puchar Europy             | 1R    | SL Benfica      | 1–5 | 1–5    | 2–10    |
| 1966/67 | Puchar Europy             | 1R    | Linfield        | 3–3 | 1–6    | 4–9     |
| 1967/68 | Puchar Zdobywców Pucharów | 1R    | Olympique Lyon  | 0–3 | 1–2    | 1–5     |
| 1971/72 | Puchar UEFA               | 1R    | ADO Den Haag    | 2–2 | 0–5    | 2–7     |
| 1972/73 | Puchar Europy             | 1R    | Argeș Pitești   | 0–2 | 0–4    | 0–6     |
| 1976/77 | Puchar Zdobywców Pucharów | 1R    | Carrick Rangers | 2–1 | 1–3    | 3–4     |
| 1979/80 | Puchar Zdobywców Pucharów | 1R    | Lahden Reipas   | 1–0 | 1–0    | 2–0     |
| 1979/80 | Puchar Zdobywców Pucharów | 2R    | FC Barcelona    | 1–4 | 1–7    | 2–11    |
| 1983/84 | Puchar UEFA               | 1R    | Austria Wiedeń  | 0–5 | 0–10   | 0–15    |